# CAP-A
CAP-A（きゃっぷえー）は日本アイ・ビー・エムが1983年に発表した金融機関向けパッケージ。

## 名称
正式名称は「アプリケーション運用制御プログラム拡張版」(Common Application Control Package for Advanced Banking System、CAP-A)。当初の名称は「CAP」だが、第二版(V2)より「CAP-A」となった。

## 概要
CAP-Aは、金融機関オンラインシステムの構築を容易に行うための共通制御プログラムで、金融機関の勘定系システムなどで使用される。
CAP-Aの前提は、OS/390やz/OS用のミドルウェアであるIMSで、IMSのクラスタリング機能であるXRFなども基本設計に組み込まれている。開発言語はPL/Iなど。CAP-Aは以下の4つのコンポーネントから構成される。
- アプリケーション・コントロール・プログラム(ACP) - アプリケーションプログラムのスケジューリング機能など
- データベース・インターフェース(DBI)
- オペレーターインターフェース
- システム間インターフェース

IBMはCAP-Aおよび以下のソフトウェアを「金融機関向けDSEバンキングソリューション」と位置付けた。
- SAIL/ESA
- TIMES （The InforMation Production Executive System、データベース構築支援プログラム）

## 歴史
- 1983年 CAP発表[1]
- 2000年 CAP V2.1.1発表 [2]

## 採用行
- りそな銀行（りそなホールディングス）[3][4]
- 埼玉りそな銀行（りそなホールディングス）
- 関西みらい銀行（関西みらいフィナンシャルグループ）